# Karakh
Karakh fou un petit estat del Caucas a les muntanyes a l'oest del Derbent. Existia ja al segle x i segurament era un dels vassalls dels emirs de Derbent. Els seus habitants eren cristians, Però es van convertir a l'islam al final del segle. Segonsal-Masudi el seu sobirà duia el títol persa de marzban. Va patir un atac dels russos, aliats als alans, vers el 1033, però els guerrers, musulmans conversos, van lluitar de manera suïcida i van derrotar els atacants. Devia desaparèixer el segle xi incorporat a Xirvan.